# 梅拉妮·史密斯
梅拉妮·史密斯（英語：Melanie Smith，1949年9月23日—），美国女子马术运动员。她曾代表美国参加1984年夏季奥林匹克运动会马术比赛，获得团体场地障碍赛金牌和个人场地障碍赛第七名。